# Andrei Vlàssov
El general Andrei Andréievitx Vlàssov o Wlassow (rus: Андрéй Андрéевич Влáсов, 14 de setembre de 1900 – 2 d'agost de 1946) va ser un general soviètic que col·laborà amb l'Alemanya Nazi durant la Segona Guerra Mundial. Va ser penjat pels soviètics després de la guerra.

## Biografia
Nascut a Lomakino, óblast de Nijni Nóvgorod, a l'Imperi Rus. Era el tretzè fill d'una família camperola. Aquesta dada li serví, encara que involuntàriament, per guanyar-se l'amistat de Stalin, que el veia com un exemple de general nascut del proletariat. Va estudiar a un seminari de l'Església Ortodoxa Russa, però l'abandonà després d'esclatar la Revolució Russa de 1917, estudiant ciències agrònomes durant un breu període, i unint-se el 1919 a l'Exèrcit Roig, combatent al teatre meridional a Ucraïna, el Caucas i Crimea. Es distingí com a oficial i gradualment escalà pels rangs de l'Exèrcit Roig.
Vlàssov s'afilià al Partit Comunista el 1930. Va ser enviat a la Xina, on serví com a conseller militar de Chiang Kai-shek entre 1938 i novembre de 1939. Al seu retorn, serví en diversos càrrecs abans de ser nomenat comandant de la 99a Divisió de Fusellers. Només nou mesos després de rebre aquest comandament, i després d'una inspecció del general Semió Timoixenko, la divisió va ser reconeguda com una de les millors divisions de l'exèrcit el 1940. Timoixenko obsequià a Vlàssov amb un rellotge d'or gravat, considerant que la 99a era la millor de totes. El 1940, Vlàssov és promogut a major general i, el 22 de juny de 1941, quan els alemanys i els seus aliats envaïren la Unió Soviètica, Vlàssov era el comandant del 4t Cos Mecanitzat.
Poc després de l'inici de la invasió, el cos de Vlàssov reconquerí Przemyśl, mantenint-la durant 6 dies. Com a tinent general, comandà el 37è Exèrcit prop de Kíev, defensant-la el suficient temps perquè moltes unitats soviètiques aconseguissin retirar-se de manera ordenada. Posteriorment jugà un important paper a la defensa de Moscou, amb el seu 20è Exèrcit mantenint les defenses de Klin i Volokolamsk, contraatacant i reconquerint Solnetxnogorsk. El diari Pravda publicà la fotografia de Vlàssov (entre altres generals soviètics) com un dels defensors de Mosocu. Descrit per alguns historiadors com a carismàtic, va ser condecorat amb l'orde de la Bandera Roja el 24 de gener de 1942 pels seus esforços en la defensa de la capital. Després del seu èxit va ser nomenat comandant del 2n Exèrcit de Xoc del Front de Vólkhov i rebé l'ordre d'alleugerir el setge de Leningrad mitjançant l'operació ofensiva Liuban-Txudovo de gener-abril de 1942. La resta de forces (els exèrcits 4t, 52è i 59è, el 13è Cos de Cavalleria i els Cossos de Fusellers de la Guàrdia 4t i 6è del Front de Volkhov, així com el 54è Exèrcit del Front de Leningrad) fracassaren en explotar els avenços de l'exèrcit de Vlàssov, quedant aïllat en territori alemany. El 2n Exèrcit de Xoc va quedar envoltat i va ser destruït al juny de 1942.

### La deserció
Després que l'exèrcit de Vlàssov quedés envoltat, Stalin li envià un avió per a poder escapar, però ell decidí quedar-se. Segons es deia, els generals soviètics, en una situació com la seva, tenien prohibit rendir-se sense haver patit 50.000 baixes. El 12 de juliol de 1942, un granger local el delatà als alemanys. El seu captor, el general Georg Lindemann l'interrogà sobre la rendició del seu exèrcit i sobre detalls de les batalles, empresonant-lo a l'ocupada Vínnitsia.
Vlàssov afirmà que durant els seus 10 dies de captiveri afirmà el seu antibolxevisme, creient que Stalin era el major enemic dels russos. Les seves crítiques també anaven dirigides cap al mariscal Kiril Meretsov, que havia congelat la promoció de Vlàssov a oficial executiu del Front de Vólkhov. La major part dels historiadors soviètiques afirmaren que Vlàssov s'inclinà cap als nazis mentre que estava a la presó per oportunisme i supervivència, temerós de quina podria ser la resposta d'Stalin davant del fet de perdre la batalla i el seu exèrcit.

### Presoner alemany

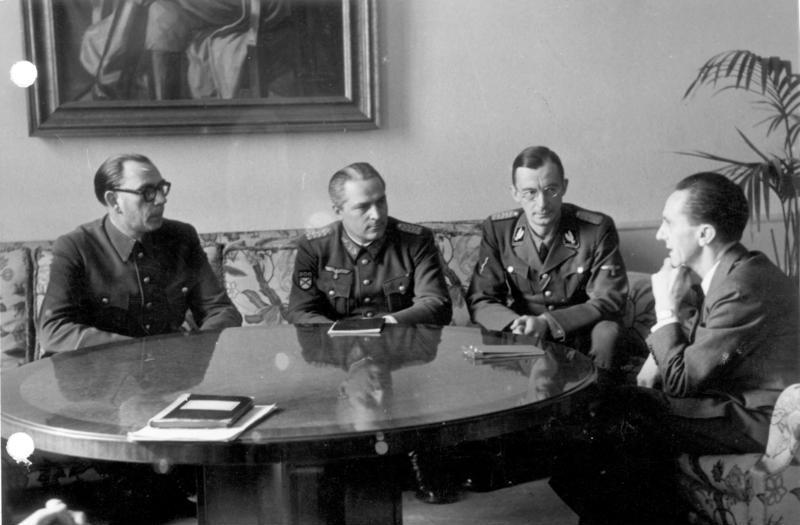
Vlàssov i el general Gueorgui Xilenkov (centre), reunits amb Joseph Goebbels (febrer de 1945)

Mentre que estava a la presó, Vlàssov es torbà amb el capità Wilfried Strik-Strikfeldt, un alemany bàltic que intentava formar un Moviment d'Alliberament Rus. Strik-Strikfeldt, havia fer circular memoràndums per la Wehrmacht amb aquest propòsit. Strik-Strikfeldt, que havia participat en la Guerra Civil Russa amb el moviment Blanc, va convèncer Vlàssov perquè s'involucrés en ajudar els alemanys contra el mandat de Stalin i els bolxevics. Juntament amb tinent coronel Vladimir Boiarski, Vlàssov va escriure un memoràndum poc després de ser capturat dirigit als caps militars alemanys suggerint la cooperació entre els russos antiestalinistes i els alemanys.
Vlàssov va ser portat a Berlín sota la protecció del departament de propaganda de la Wehrmacht. Allà, juntament amb altres oficials soviètics, començà a esbossar els plans per a la creació d'un govern provisional rus i del reclutament d'un exèrcit d'alliberament rus sota comandament rus.
Vlàssov fundà el Comitè d'Alliberament Rus amb l'esperança de crear l'Exèrcit d'Alliberament Rus (conegut com a ROA, de Russkaia Osvoboditel'naia Armiia). Juntament amb altres generals, oficials i soldats soviètics capturats, l'objectiu de l'exèrcit era enderrocar l'estalinisme i crear un estat independent rus. Molts presoners de guerra russos, així com soldats que van rebre els pamflets de propaganda de Vlàssov es mostraren interessats a formar part d'aquest exèrcit. A la primavera de 1943, Vlàssov va escriure un pamflet antibolxevic, conegut com la "Proclama de Smolensk", que va ser llançat en avió a milions sobre les forces soviètiques, així sobre el territori encara sota control soviètic.
Encara quan ni tan sols existia l'Exèrcit Rus d'Alliberament, el departament de propaganda nazi encarrega de seguida insígnies pels voluntaris russos i intentà usar el nom de Vlàssov per tal d'aconseguir desercions (una estratègia que funcionà). Diversos centenars de milers d'antics ciutadans soviètics serviren a l'exèrcit alemany lluint aquesta insígnia, però mai sota el comandament de Vlàssov.
Adolf Hitler no estava segur de Vlàssov ni de les seves intencions. El 3 d'abril de 1943, Hitler deixà ben clar en un discurs al seu alt comandament que un exèrcit així no havia d'existir mai, donant directives per desmantellar qualsevol esforç i per segrestar tots els seguidors de Vlàssov que hi hagués a l'exèrcit alemany. Estava preocupat pel fet que Vlàssov pogués tenir èxit en enderrocar a Stalin, la qual cosa aturaria el somni hitlerià d'una Gran Alemanya que arribés als Urals. Hitler començà a prendre mesures contra les unitats de voluntaris de l'Est, especialment els russos, enviant-los a l'oest.

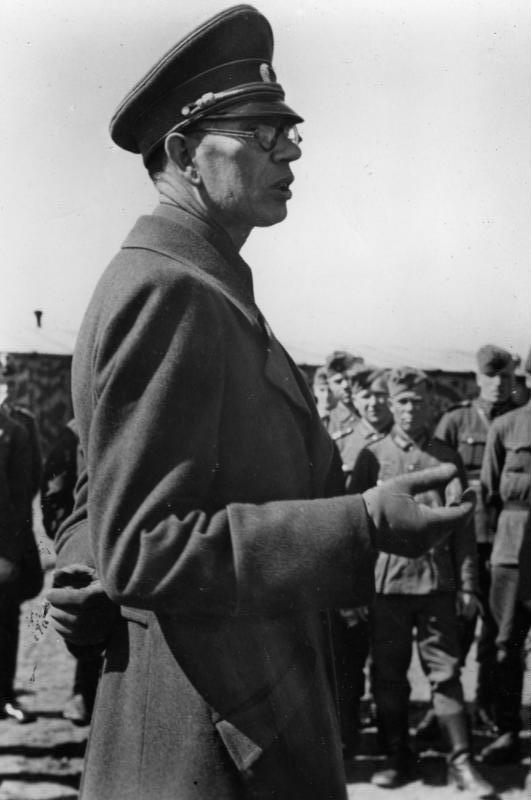
Vlàssov parlant als voluntaris, 18 de novembre de 1944.

Es va permetre a Vlàssov que realitzés diversos viatges a la Rússia ocupada: principalment a Pskov, on els voluntaris russos pro-alemanys realitzaren una desfilada. La rebuda de la població cap a Vlàssov va ser diversa. Mentre que es trobaven a Pskov, Vlàssov va cometre un greu error al referir-se als alemanys com a mers convidats durant un discurs, la qual cosa irrità a Hitler. Vlàssov va ser posat sota arrest domiciliari i amenaçat de ser lliurat a la Gestapo. Abatut per la seva missió, Vlàssov amenaçà de dimitir i tornar al camp de presoners, però va ser dissuadit de fer-ho en el darrer moment.
Només al setembre de 1944, i per la urgència de Heinrich Himmler, inicialment un adversari de Vlàssov, es permeté a Vlàssov crear el seu Exèrcit Rus d'Alliberament. Vlàssov formà i presidí el Comitè d'Alliberament dels Pobles de Rússia, proclamat pel Manifest de Praga el 14 de novembre de 1944. Vlàssov també esperava crear un congrés d'alliberament paneslau, però els oficials polítics nazis, generalment amb prejudicis cap als eslaus, no ho van permetre.

### Comandant del ROA

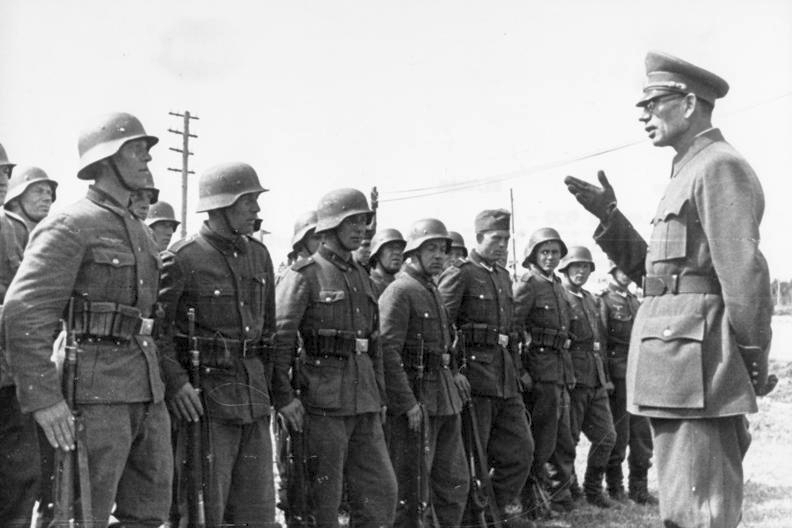
Vlàssov amb soldats del ROA

L'únic combat de Vlàssov contra l'Exèrcit Roig va tenir lloc l'11 de febrer de 1945, a l'Oder. Després de tres dies de combats contra forces molt superiors, la 1a divisió del ROA va haver de retirar-se i dirigir-se cap a Praga, a la Bohèmia controlada pels alemanys.
El 6 de maig de 1945, Vlàssov rebé una petició del comandant de la 1a divisió del ROA, general Sergei Bumoatxenko, demanant-li permís per atacar les tropes de les SS i ajudat als combatents de la Resistència Txeca en l'Alçament de Praga. Encara que inicialment es negà, finalment permeté fer-ho. Alguns historiadors han apuntat el fet que va ser l'amargor del ROA contra els alemanys el que causà que tornessin a canviar de bàndol de nou, mentre que d'altres opinen que només va ser per tal de guanyar-se les simpaties dels Aliats Occidentals i, potser, dels soviètics, davant la total anihilació del Tercer Reich.
Dos dies després, la 1a divisió va haver d'abandonar Praga, a causa que els partisans comunistes txecs començaren a detenir als soldats del ROA per lliurar-los als soviètics perquè fossin executats. En aquells moments s'oferí a Vlàssov la fugida, vestint-se amb robes civils i volant a Espanya, que era un país neutral, però Vlàssov es negà a abandonar els seus homes.
Vlàssov i la resta dels seus homes, intentant evitar les tropes soviètiques i desitjant mantenir els seus rangs davant una futura guerra d'alliberament, intentaren dirigir-se cap a l'oest per rendir-se als Aliats Occidentals als darrers dies de la guerra a Europa. El 10 de maig de 1945, Vlàssov i els seus homes arribaren davant les tropes aliades i es rendiren.

### Darrers dies
Vlàssov va ser fet presoner pels americans i retingut al Tirol. Tant ell com els seus generals continuaren les converses amb els britànics i els americans, explicant-los els principis del seu moviment d'alliberament i intentant persuadir als Aliats occidentals que garantissin l'asil als seus participants. Els comandants aliats es mostraren dividits davant d'això; car alguns d'ells sentien simpaties pel moviment però temien la reacció dels soviètics i de desobeir els líders polítics aliats, que estaven aliats amb Stalin.
El 12 de maig de 1945, tornant d'unes converses amb el capità Richard Donahue, un comandant d'una companyia de blindats del 37è Batalló de Tancs, el cotxe de Vlàssov va ser envoltat per tropes soviètiques. L'escorta americana no es resistí i Vlàssov quedà sota custòdia soviètica. Vlàssov, juntament amb diversos dels seus companys i d'altres, va ser repatriat a la força a la Unió Soviètica, amb l'execució o el gulag com a destí.
Les autoritats soviètiques van portar a Vlàssov a Moscou, on durant un any va estar tancat a la presó de la Lubianka. A l'estiu de 1946 va ser jutjat sumàriament, judici presidit per Víktor Abakumov, sent sentenciat a mort juntament amb 11 oficials superiors del seu exèrcit, en el que va ser titllat de judici espectacle per diversos observadors no-soviètics. Tots 12 van ser penjats l'1 d'agost de 1946.

## Memorials
Es dedicà un memorial al General Vlàssov i als participants del Moviment Rus d'Alliberament al convent ortodox rus de Novo Deveevo de Nanuet, Nova York. Dues vegades l'any, en l'aniversari de l'execució de Vlàssov i el diumenge posterior a la Pasqua Ortodoxa se celebra un servei religiós en memòria de tots ells.

## Condecoracions
- Orde de Lenin ¹
- Orde de la Bandera Roja (2)¹
- Medalla del 20è Aniversari de l'Exèrcit Roig¹
- Orde del Drac d'Or (Xina)

¹Totes les condecoracions soviètiques van ser revocades després de desertés a Alemanya.